# ROKS Jeonbuk (FFG-813)
Pour les articles homonymes, voir ROKS Jeonbuk.
Le ROKS Jeonbuk (FFG-813) est une frégate de la marine de la république de Corée, le troisième navire de la classe Incheon. Il est nommé d’après la province du Jeolla du Nord, également connue sous le nom de Jeonbuk.

## Conception
Au début des années 1990, le plan du gouvernement sud-coréen pour la construction de navires côtiers de prochaine génération, nommé « Frégate 2000 », a été abandonné en raison de la crise financière asiatique de 1997. Mais avec le démantèlement des destroyers de classe Gearing et la flotte vieillissante de frégates de classe Ulsan, le plan a été relancé sous le nom de Future Frigate eXperimental (FFX) au début des années 2000.
La marine de la république de Corée voulait initialement vingt-quatre frégates de 3000 tonnes pour remplacer la flotte côtière de classes Ulsan, Pohang et Donghae, composée de 37 navires. Il a ensuite été décidé que six navires de 2700 tonnes seraient construits pour le premier lot. En 2008, les plans ont été revus à la baisse avec des navires de 2300 tonnes lorsque le président Lee Myung-bak a pris ses fonctions, le nombre de navires pour le premier lot étant tombé à six. 8 navires sont prévus pour le deuxième lot de FFX avec l’objectif final de 20 à 22 frégates.

## Carrière
Le ROKS Jeonbuk a été construit par Hyundai Heavy Industries, lancé le 13 novembre 2013 et mis en service le 5 janvier 2015.

## Galerie

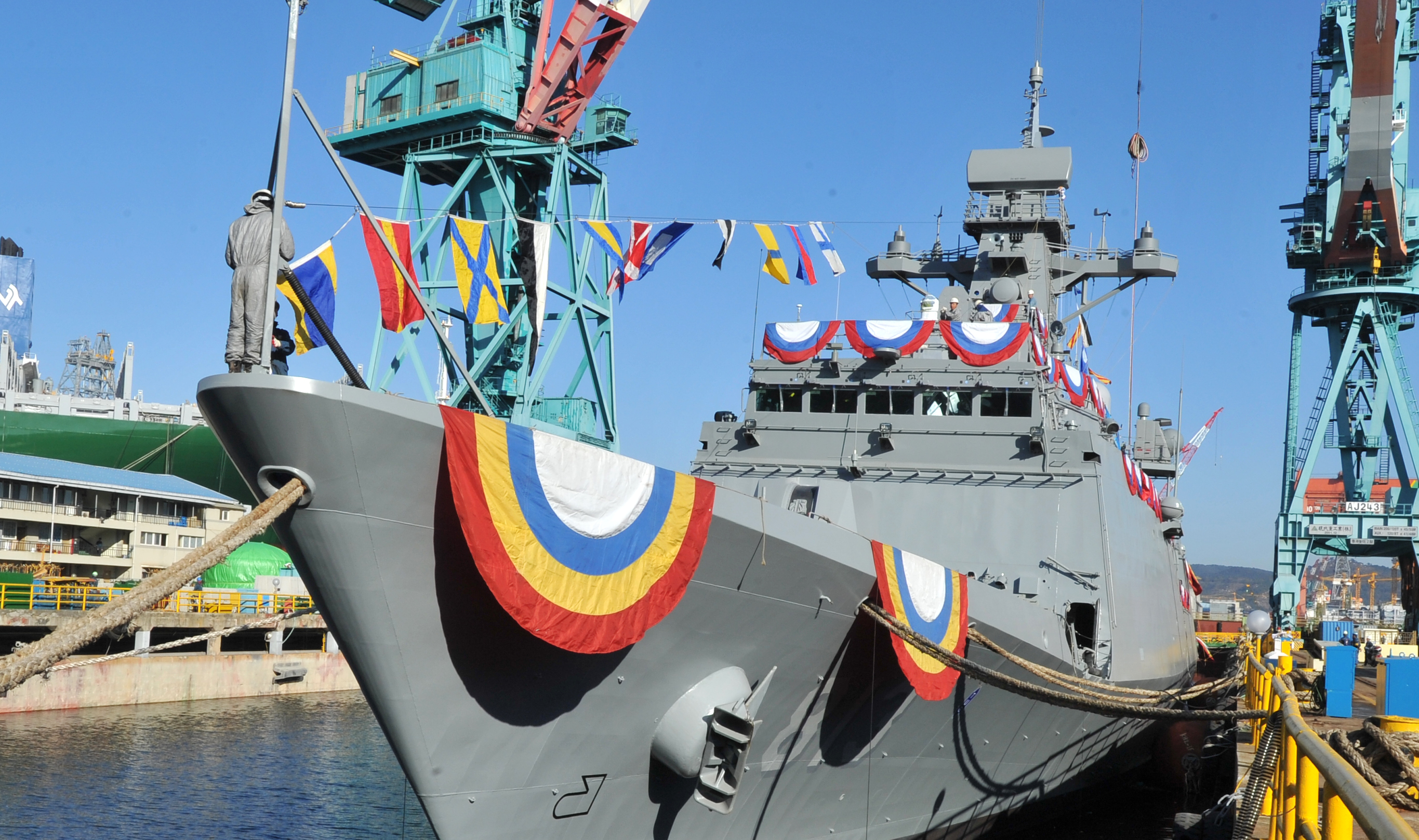
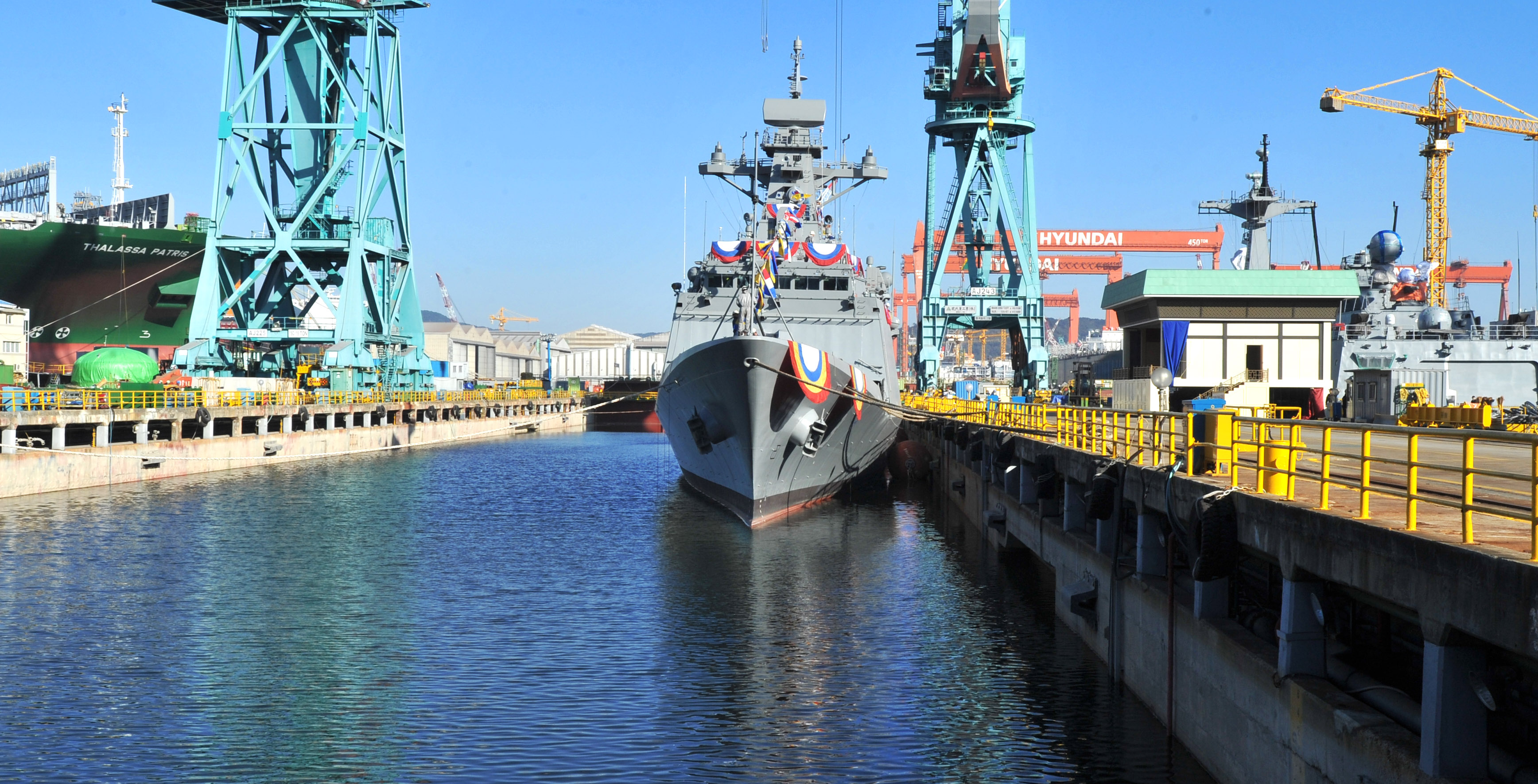
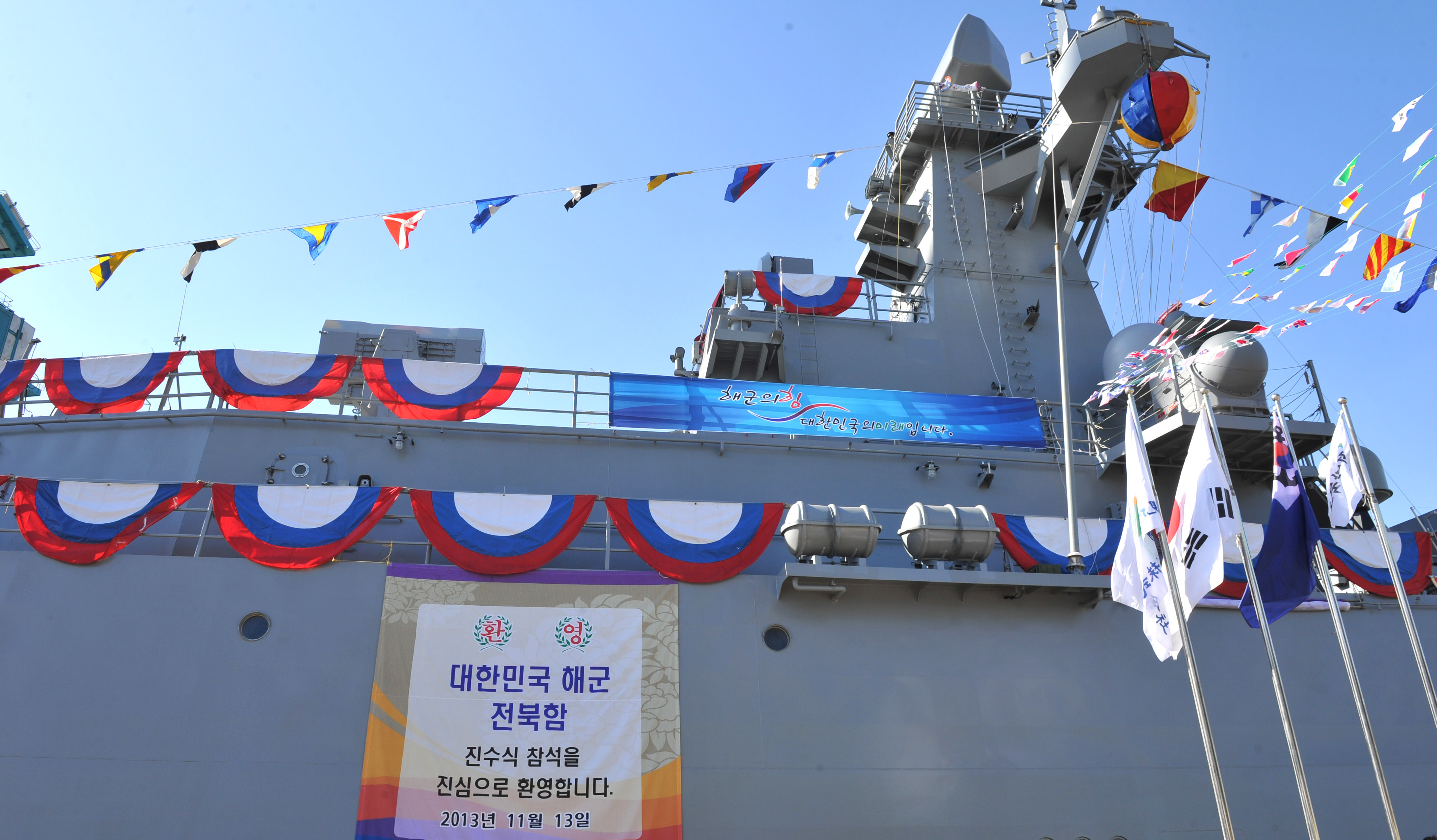
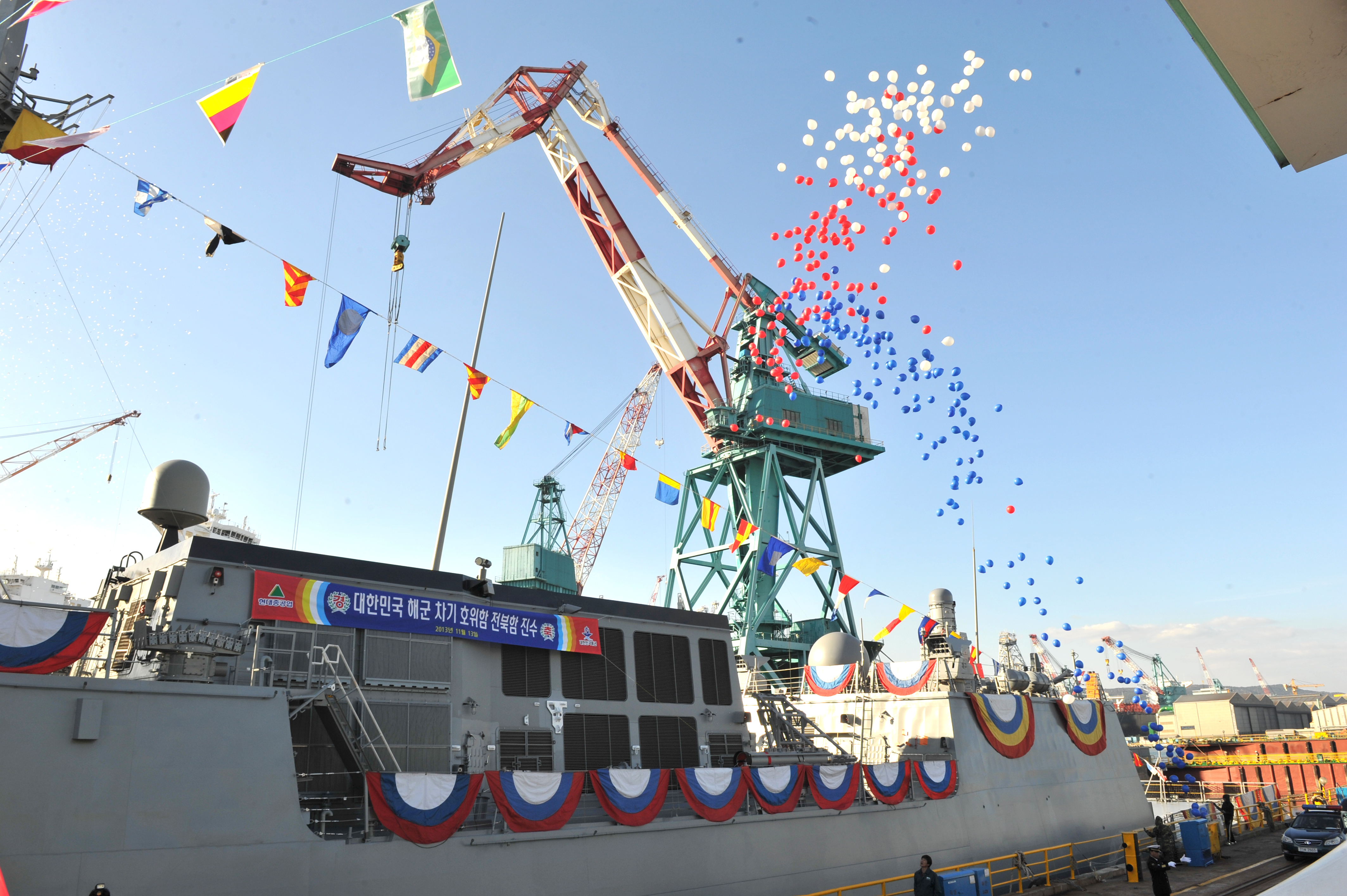
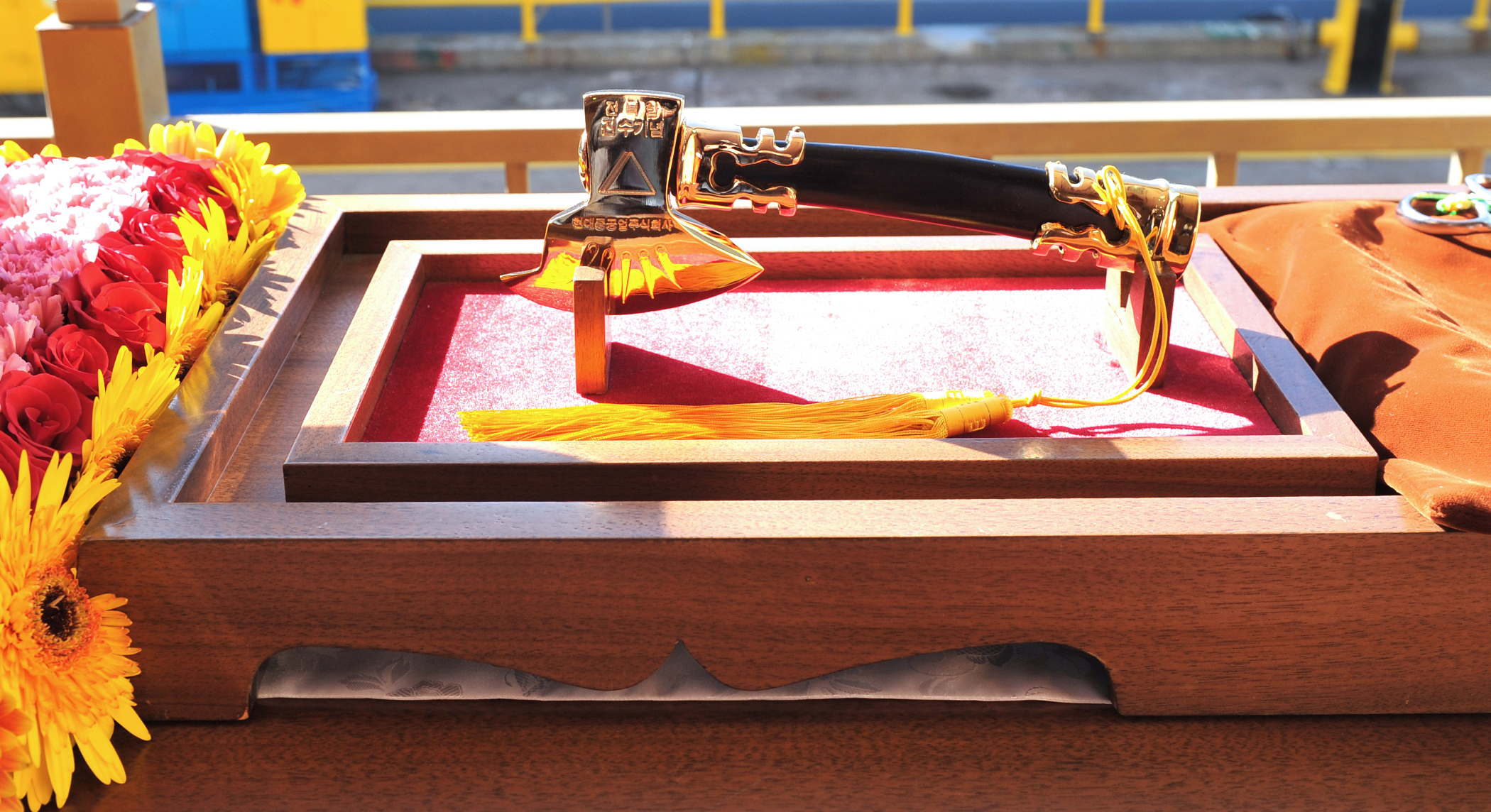
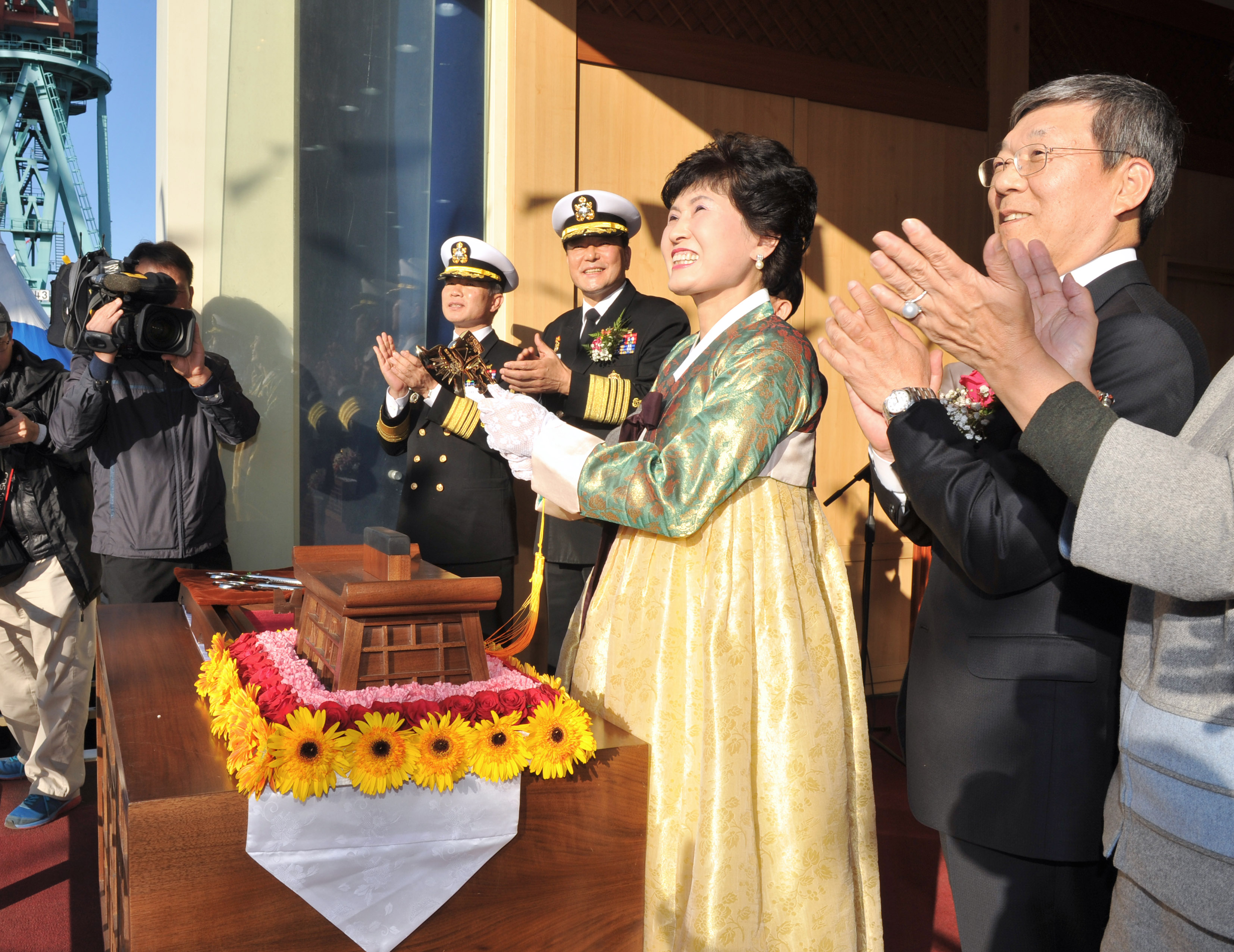